# Kanton Chagny
Chagny is een kanton van het Franse departement Saône-et-Loire. Het kanton maakt deel uit van de arrondissementen Chalon-sur-Saône (15) en Autun (12).

## Gemeenten
Het kanton Chagny omvatte tot 2014 de volgende 14 gemeenten:
- Aluze
- Bouzeron
- Chagny (hoofdplaats)
- Chamilly
- Chassey-le-Camp
- Chaudenay
- Demigny
- Dennevy
- Fontaines
- Lessard-le-National
- Remigny
- Rully
- Saint-Gilles
- Saint-Léger-sur-Dheune

Na de herindeling van de kantons bij decreet van 18 februari 2014, met uitwerking op 22 maart 2015 omvat het kanton volgende 27 gemeenten : 
- Aluze
- Bouzeron
- Chagny
- Chamilly
- Change
- Charrecey
- Chassey-le-Camp
- Chaudenay
- Cheilly-lès-Maranges
- Couches
- Dennevy
- Dezize-lès-Maranges
- Dracy-lès-Couches
- Essertenne
- Fontaines
- Morey
- Paris-l'Hôpital
- Perreuil
- Remigny
- Rully
- Saint-Bérain-sur-Dheune
- Saint-Gilles
- Saint-Jean-de-Trézy
- Saint-Léger-sur-Dheune
- Saint-Maurice-lès-Couches
- Saint-Sernin-du-Plain
- Sampigny-lès-Maranges